# Dobrești, Timiș
Dobrești este un sat în comuna Bara din județul Timiș, Banat, România.

## Istorie
Este atestată pentru prima dată în 1477, cu numele de Dobreyncze. Aparținea de Cetatea Șoimoș din județul Arad. Este amintită la conscripția din 1717. 

## Populația

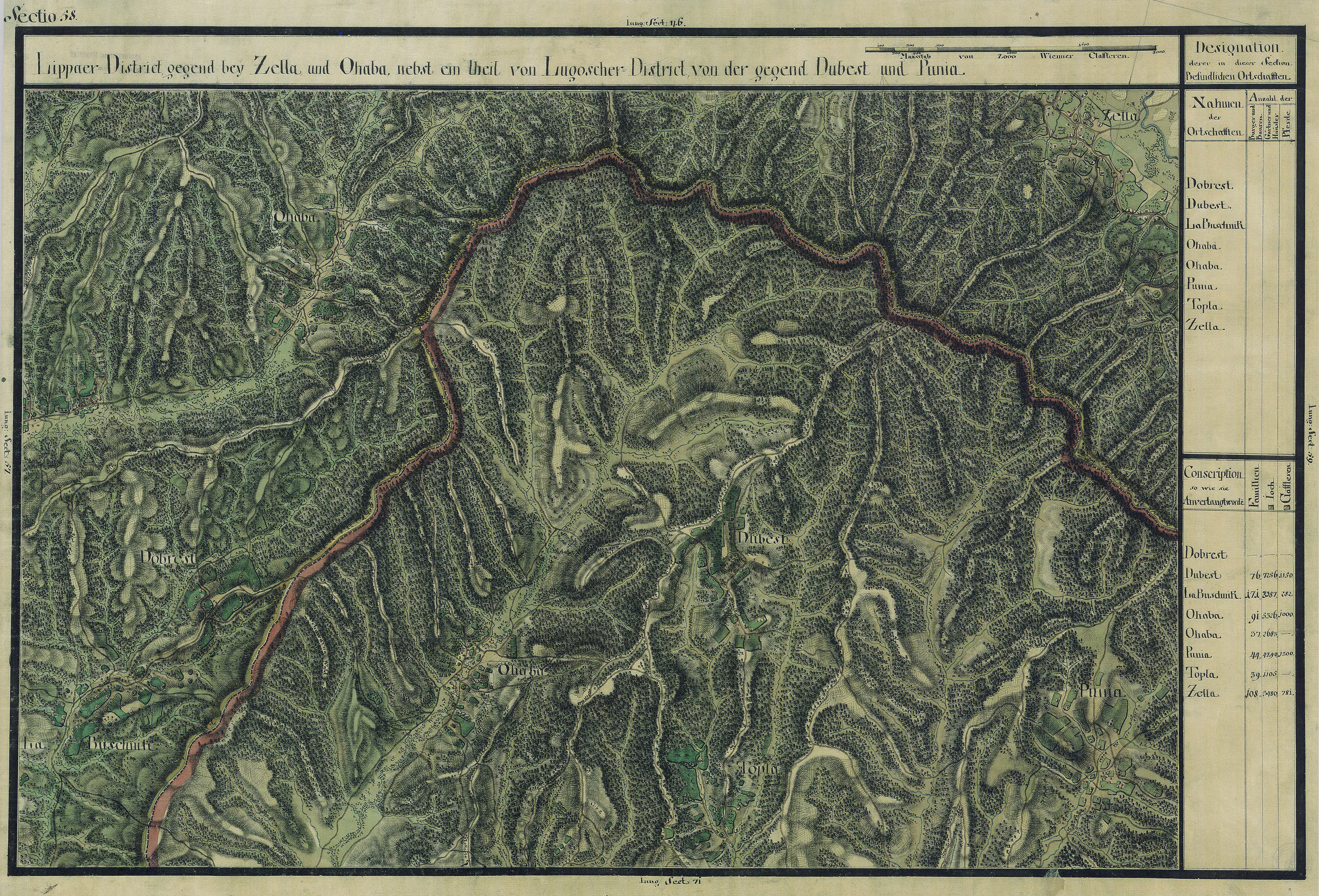
Dobreşti în Harta Iosefină a Banatului, 1769-72

## Obiective turistice
Aici există o biserică ortodoxă din lemn construită în 1832 ce poartă hramul "Cuvioasa Parascheva".
În satul Dobrești se mai construiește o manastire cu hramul "Cuvioasa Parascheva"

## Personalități aici
- Patriarhul Daniel (n. 1951), pe numele de mirean Dan Ilie Ciobotea, Patriarhul Bisericii Ortodoxe Române.